# Emil Hardrat
Emil Hardrat, vollständig Christian Heinrich Carl Emil Hardrat, in den USA Emil H. Hardrat (* 11. Februar 1810 in Loitz; † 24. November 1886 in Detroit) war ein deutsch-amerikanischer lutherischer Geistlicher und 1848/50 Mitglied der Mecklenburgischen Abgeordnetenversammlung.

## Leben
Emil Hardrat war ein Sohn des Christian (Martin Siegfried) Hardrat, Kreisjustitiarius in Loitz, und seiner Frau Wilhelmina Agnesa Sophia, geb.  von Rußdorf. Er besuchte das Gymnasium in Greifswald und Neubrandenburg. Er studierte Evangelische Theologie zunächst für ein Jahr an der Universität Greifswald und ab April 1830 an der Universität Rostock. Nach Abschluss seines Studiums eröffnete er 1833 eine Privatschule in Tessin und in Stavenhagen. 1845 kam er als Hilfsprediger seines Onkels, des Pastors Ferdinand August Ludwig von Rußdorf (1774–1847) an die Dorfkirche Basse in Basse, heute ein Ortsteil von Lühburg. Am 28. August 1846 heiratete er dessen dort wohnende Nichte Friederica Dorothea Augusta Antonett von Rußdorf, Tochter des in auswärtigen Diensten stehenden Georg Ludwig Theodor von Rußdorf.
Unter den Tagelöhnern der 11 zum Kirchspiel gehörenden Dörfer gewann er viele Anhänger, da er ihnen darlegte, daß die bestehende Ordnung keineswegs gottgewollt sei, und zeigt Mittel und  Wege zur Änderung der unerträglich gewordenen Zustände auf. Ein kurzfristig angesetztes Zweites Examen vor dem Konsistorium in Schwerin bestand er nicht, was zur Unruhe im Dorf führte. Der Gutsherr auf Lühburg und Basse und Kirchenpatron, Baron Schimmelpenninck van der Oye setzte sich jedoch für ihn ein, so dass er in Basse bleiben konnte und eine Frist zur Wiederholung des Examens vor einer anderen Kommission erhielt. Doch dazu kam es nicht.
Bei der Wahl am 3. Oktober 1848 wurde er für den Wahlkreis Mecklenburg-Schwerin 65: Tessin zum Mitglied des Mecklenburgischen Abgeordnetenhauses gewählt. Hier schloss er sich der Reformpartei und ihrer Fraktion der Linken an.
Im gleichen Jahr versuchte er, sozusagen als Präzedenzfall der von den Reformern geforderten Trennung von Kirche und Staat, in Basse eine freie Gemeinde zu gründen. Während der Vakanz nach dem Tod von Pastor von Rußdorf verließ der größte Teil der Gemeindeglieder (1100 von 1200 nach Vick), die Landeskirche, bildete eine freie Gemeinde mit Ältesten als Kirchenvorstand und wählte Hardrat zu ihrem Pastor. Die neue Gemeindegruppe stellte einen Anspruch an den Gebrauch der Kirche. Die Kirchenverwaltung hingegen forderte 1849 Militärtruppen an, um, wie die Regierung dann der Abgeordnetenversammlung auf deren Nachfrage berichtete, die evangelisch-lutherische Kirche im Besitz der ihr zustehenden Kirche zu Basse zu schützen. Im Schutz der Hundertschaft Soldaten unter dem Kommando des Leutnants und späteren Generals Viktor von Stenglin (1825–1897) ließ die Kirchenkommission 1849 Carl August Starck zum rechtmäßigen Pastor wählen.
Hardrat musste die Gemeinde verlassen; er soll dann noch eine Weile in den umliegenden Dörfern auf den Straßen gepredigt haben. Der Großherzog verschaffte ihm in Westmecklenburg eine Bauernstelle, auf die er sich nach der Auflösung der Abgeordnetenversammlung und dem Sieg der Reaktion nach dem Freienwalder Schiedsspruch zurückziehen musste.
Anfang der 1870er Jahre wanderte er, inzwischen verwitwet, mit seinem Sohn Carl Hardrat in die USA aus. Hier war er zunächst Pastor in Michigan City (Indiana) und von 1879 bis zu seinem Tod der Gründungspastor der Johanneskirche (St. John’s Lutheran Church) in Detroit.